# Casarrubuelos
Casarrubuelos là một đô thị trong Cộng đồng Madrid, Tây Ban Nha. Đô thị Casarrubuelos có diện tích 5,5 km², dân số theo điều tra năm 2010 của Viện thống kê quốc gia Tây Ban Nha là người. Đô thị Casarrubuelos nằm ở khu vực có độ cao 622 mét trên mực nước biển.